# Les Guerriers du silence (bande dessinée)
Pour les articles homonymes, voir Les Guerriers du silence.
Les Guerriers du silence est une série de bande dessinée adaptée de la trilogie de Pierre Bordage.
- Scénario : Algésiras
- Dessins : Philippe Ogaki
- Couleurs : Thierry Leprévost (tome 3), Stéphane Servain (tomes 1 et 2)

## Albums
Entre parenthèses, les chiffres de ventes librairies/grandes surfaces en France
- 2005 - Tome 1 : Point rouge (4 200+)
- 2006 - Tome 2 : La Marchandhomme (2 500+)
- 2007 - Tome 3 : Le Fou des montagnes (2 000+)
- 2008 - Tome 4 : Le Tombeau Absourate (1 100+)

## Publication

### Éditeurs
- Delcourt (Collection Neopolis) : Tomes 1 à 3 (première édition des tomes 1 à 3).